# 解釋學
解釋學（英語：hermeneutics），又称詮釋學、阐释学、释义学，是关于文本解释的理论。在中世纪欧洲，主要是对于《圣经》的解释。18世纪施莱尔马赫把解释学扩展到解释文本意义和文化意义的一般规则的理论。
廣義的解釋為意義之理解(understanding)或詮釋(interpretation)的理論或哲學。由於意義經常有許多歧義，須透過理解詮釋方能把握全部涵意，詮釋學即是探究如何形成理解及如何實踐理解之科學理論。
詮釋學之遞嬗，依其對「理解」的探索過程中著重點不同，略可分為：傳統詮釋學、近代詮釋學、當代詮釋學等三個時期。
傳統詮釋學之源流可遠溯希臘「荷美斯」(Hermes)神話。相傳荷美斯乃天神之信使，負責將眾神意旨轉譯、解釋並傳達給世人，但眾神之意旨透過語言、文字之轉譯傳達，往往變成既清晰又隱晦，似是而非。為能真正明瞭諸神之意旨，因此對於語言、文字有理解詮釋之必要，詮釋學由是而生。詮釋學形成之初，極重視語言涵意脈絡之確定及揭露象徵所蘊涵之旨意。中世紀後詮釋學廣泛應用於神學、文學及法學方面，用以解釋聖經、文獻典籍及各種法典等，此時詮釋學可稱作是一種正確理解之技術。 　
近代詮譯學始於弗里德里希·施萊爾馬赫。史萊爾瑪赫是第一位於意義詮釋過程中，專注於「理解過程」之探究者。他並將理解過程區分為「文法理解」及「心理理解」，強調理解在於回溯作者思想及意識，並將作者之內在精神再現。易言之，詮釋學即是重建作者創造之過程。其後，狄爾泰從精神科學觀點，強調自然科學與精神科學應嚴格區分，自然科學之探究應只作因果解釋，而精神科學之整體性及獨特性，則應訴諸意義之理解。故他以生命概念為基礎，認為一切「生命表現」皆可透過擬情之再體驗來理解，藉此而建構出具歷史意識探究之理解過程。狄爾泰以為詮釋學乃精神科學之普遍方法論。 　　
當代詮釋學主要包括哲學詮釋學、方法論詮釋學及批判詮釋學等三思潮。
哲學詮釋學代表人物伽达默尔認為理解是「此有」(德語：Dasein)之存有方式及開顯自我之進程，而詮釋學應奠基於存有論之基礎，深化成一種哲學探究，以作為一切科學理論之堅實基礎。伽达默尔並強調理解立基於歷史傳統上，藉語言之中介而行，人無法脫離歷史傳統而獨存。即哲學詮釋學主張理解乃真理、自我之彰顯，反對方法之宰制，並強調歷史、傳統及語言在彰顯過程中之重要性。
方法論詮釋學代表人物保罗·利科認為哲學詮釋學雖經存有論而深化詮釋學之涵意，但忽略方法論之重要性，實難達成全部之理解。因此強調透過方法論之迂迴路徑而達到存有論之層次，才是較真確之途徑，故提出「方法之迂迴」概念，藉以提供經典詮釋規則，並據以仲裁不同詮釋之衝突。
批判詮釋學代表人物哈伯瑪斯承繼法蘭克福學派之批判理論，將詮釋學思想帶入社會科學方法論中，發展出批判詮釋學。哈伯瑪斯之重點在於社會科學理論與社會實踐關係之探討，認為個人居於社會歷史與傳統中是不爭之事實，但必須透過理性反省及不斷自我批判過程，將社會歷史傳統中宰制、扭曲溝通情境因素一一呈顯並消除，才能獲得真正無宰制之溝通環境，理解、對話方得以實現。即批判詮釋學強調溝通理性，旨在建立理想溝通情境及獲得溝通能力，以確證理解之合法性及客觀性。
詮釋學之旨趣，有兩方面涵意。就消極性而言，詮釋學反對實證主義所主張之方法論一元化觀點，即把科學經驗分析方法及因果解釋法則應用到社會科學探究中，而忽略主體性之考量及偏重工具理性與技術之傾向。就積極方面而言，詮釋學以人類主體性為基點來建構生活世界之意義，強調自我省察、批評及人際關係互為主體性溝通之必要性。即詮釋學旨在透過人類主體性之開展，形成互動之對話情境，以建構出合理並和諧之生活世界關係。

## 「文本」的概念
「文本」的概念從書面文件擴展開來。例如：講話、表現、藝術作品和事件。因此，任何一個人都在細說或者詮譯「社會文本」。

## 辭源
“Hermeneutics”源自於希臘語（ἑρμήνευω），意思是“瞭解”。這是從希臘神赫耳墨斯（Hermes）的名字得來。相传他是宙斯的信使, 经常用词所对应的事物来告诉人们词的意义。

## 对其他学科的影响
解释学接近于文本分析法，影响了翻译研究学科，使得阐释主义翻译理论创立。

## 文字解释學
在一般情況下，解释學常常意味著解釋聖經的過程。在猶太和基督徒歷史學者和研讀聖經的學生為了意思而開發了詮釋學各種各樣不同的系統。因為哲學詮釋學為各種解釋性項目提供理論依托，所以它可以被視為聖經詮釋學的發展。哲學詮釋學在某種程度上對當代聖經詮釋學有影響。

## 代表思想家

### 迦達默爾
海德格爾認為理解是主觀的，且理解本身具有歷史性，取決於觀者先前的理解，有所謂的「前結構」（德語：Vorstrukturen），因此理解要以「前理解」和「前結構」為前提。迦達默爾進一步提出了理解的「效果歷史」、「遊戲」、「時間間距」、「視域融合」等概念。
視域融合（德語：Horizontaler-Schmelzung）：理解的過程是在文本的作者原初視界和解釋者現有視域的交織融合，達到一種既包容，又超出文本與讀者原有視野的新的視域，造成了一個理解有賴於前理解，前理解又有賴於理解的循環，這就是所謂「解釋學的循環」（德語：der hermeneutische Kreis）。
正當的解釋學應當在理解中顯示歷史的真實，歷史不是純然客觀的事件，也不是純然主觀的意識，而是歷史的真實和歷史的理解，二者間的相互作用，因此歷史總是含著意識，不是客觀的。
強調藝術真理的本體論地位，審美理解就是對藝術真理的理解，也就是對世界本體存在的理解，藝術作品作為審美理解的對象，實際上就是存在的敞開，一方面藝術最直接地對我們說話，同我們有一種神秘的親近，使我們覺得同藝術融合為一體，另一方面，我們也不斷從藝術品中看到自身的存在，彷彿同自己照面。
藝術品本體意義的發現是無止境的，審美理解實質上就是藝術品和解釋者、觀賞者間不斷的對話，是存在意義的不斷揭示。
迦達默爾從本體論的角度把「遊戲」從主體論的傳統中跳脫出來，把它看作是藝術品本身的存在方式，就是遊戲。遊戲總是有一種來回重複的運動，具有「自我同一性」，它無目的又含目的，具有「無目的的理性」這個重要特質，藝術品的欣賞者，亦即「同戲者」始終主動以真實的經驗在理解著藝術品的內涵。
迦達默爾的美學是對20世紀現代藝術的辯護，具有全面反傳統性質，達到了時代的高度。

## 研究書目
- 王慶節：《解釋學、海德格爾與儒道今釋》（北京：中國人民大學出版社，2004）。

## 外部連結
- 詮釋學 （页面存档备份，存于）
- 國家教育研究院-詮釋學 Hermeneutics （页面存档备份，存于）
- 世新大學-詮釋學基本概念（影音檔）
- 華中大新聞網-洪漢鼎：诠释学不只是文本解释的技术[永久]
- 洪漢鼎：詮釋學史 （页面存档备份，存于）
- 洪漢鼎：詮釋學-它的歷史和當代發展 （页面存档备份，存于）
- 洪漢鼎：詮釋學經典文選（上） （页面存档备份，存于）
- 洪漢鼎：詮釋學經典文選（下） （页面存档备份，存于）
- 洪漢鼎：真理與方法：哲學詮釋學的基本特徵 （页面存档备份，存于）
- 洪漢鼎：真理與方法II  （页面存档备份，存于）
- 賴賢宗：佛教詮釋學 （页面存档备份，存于）